# Pistolet Astra 5000
Astra 5000 (Constable) – hiszpański, kompaktowy pistolet samopowtarzalny.

## Historia
W 1965 roku Astra wprowadziła na rynek nowy pistolet samopowtarzalny wzorowany na niemieckim Walther PP. Był on sprzedawany jako Astra 5000 (na rynku europejskim) lub Astra Constable (w USA).
Na rynek europejski Astra 5000 była produkowana w trzech wersjach różniących się kalibrem, dodatkowo na rynek amerykański produkowana była wersja kalibru .22 LR z lufą długości 152 mm i celownikiem mikrometrycznym, sprzedawana jako Constable Sport.

## Opis
Astra 5000 była bronią samopowtarzalną. Zasada działania oparta na odrzucie zamka swobodnego. Mechanizm spustowy kurkowy z samonapinaniem.
Bezpiecznik nastawny blokujący iglicę. Zabezpieczenie broni powodowało jednoczesne zwolnienie kurka. Skrzydełko bezpiecznika po lewej stronie zamka. Po wystrzeleniu ostatniego naboju zamek zatrzymuje się w tylnej pozycji. Zewnętrzny zatrzask zamka znajdował się w górnej części lewej strony chwytu.
Astra 5000 była zasilana z wymiennego, jednorzędowego magazynka pudełkowego o pojemności 10, 8 lub 7 naboi (zależnie od kalibru), umieszczonego w chwycie. Przycisk zwalniania magazynka znajdował się po lewej stronie chwytu, za kabłąkiem spustowym.
Lufa gwintowana.
Przyrządy celownicze mechaniczne, stałe (muszka i szczerbinka).